# Proljetnice
Proljetnice predstavljaju skupinu biljaka koje svojom ranom cvatnjom najavljuju dolazak proljeća. Ove otporne cvjetnice imaju sposobnost brzog rasta nakon zimskog razdoblja, cvjetajući uglavnom između veljače i svibnja. Zbog svoje prilagodbe hladnim uvjetima, mnoge proljetnice započinju svoj životni ciklus dok još ima snijega, predstavljajući prve znakove buđenja prirode nakon zimskog mirovanja.

## Razlika između proljetnica i vjesnika proljeća
Iako se termini „proljetnice” i „vjesnici proljeća” često koriste kao sinonimi, između njih postoji jasna razlika:
- Proljetnice obuhvaćaju sve biljke koje cvatu tijekom proljeća, od najranijih visibaba do kasnijih tulipana i zumbula.
- Vjesnici proljeća predstavljaju specifičnu skupinu proljetnica koje cvjetaju iznimno rano, ponekad čak krajem zime. Njihova otpornost na hladnoću omogućuje im da budu prvi glasnici nadolazećeg proljeća.

## Najpoznatije vrste proljetnica

### Vjesnici proljeća
- Visibaba (Galanthus nivalis) - Simbol nade i čistoće, često cvjeta već u siječnju ili veljači, probijajući se kroz snježni pokrivač.[3]
- Šafran (Crocus) - Poznat po svojoj izdržljivosti i ranoj cvatnji dok još ima snijega na tlu.
- Jaglac (Primula) - Među prvim cvjetnicama koje ukrašavaju vrtove i livade već u ožujku.
- Ljubičica (Viola) - Mala, mirisna biljka koja se pojavljuje u ranim proljetnim mjesecima.
- Perunika (Iris reticulata) - Cvate vrlo rano u proljeće, u raznim nijansama plave i ljubičaste boje.

### Proljetno cvijeće
- Tulipan (Tulipa) - Jedan od najprepoznatljivijih simbola proljeća, dolazi u širokom spektru boja i oblika.
- Narcis (Narcissus) - Prepoznatljiv po žutim i bijelim cvjetovima, simbolizira obnovu i novi početak.
- Zumbul (Hyacinthus) - Poznat po intenzivno mirisnim cvjetovima u nijansama plave, ljubičaste, bijele i ružičaste boje.
- Magnolija (Magnolia) - Drveće ili grmovi s velikim, mirisnim cvjetovima koji se često pojavljuju prije listova.
- Ljiljan (Lilium) - Cvate u kasno proljeće, a veliki, mirisni cvjetovi dolaze u različitim bojama i uzorcima.

## Proljetnice u Hrvatskoj
Hrvatska flora bogata je raznolikim proljetnicama koje se pojavljuju u različitim staništima diljem zemlje:

### Porodica Ranunculaceae (žabnjaci)
- Rana ozimica (Eranthis hiemalis) - Gotovo ugrožena vrsta i tercijarni relikt, jedna od prvih koja procvjeta početkom godine.[4]
- Šumarice (Anemone) - Sve vrste u Hrvatskoj, osim rijetke velike šumarice, nalaze se na popisu vrsta čije se komercijalno sakupljanje nadzire.
- Jetrenka (Hepatica nobilis) - Proljetnica s karakterističnim trorežnjastim listovima koji oblikom podsjećaju na jetru.
- Velika sasa (Pulsatilla grandis) - Strogo zaštićena vrsta koja raste na suhim, kamenjarskim staništima.
- Velecvjetni kukurijek (Helleborus niger ssp. macranthus) - Strogo zaštićena proljetnica navedena u Crvenoj knjizi.

### Porodica Primulaceae (jaglaci)
- Rani jaglac (Primula vulgaris) - Uz visibabu, jedan od najpoznatijih vjesnika proljeća.
- Jaglika (Primula veris ssp. columnae) - Biljka čije se komercijalno sakupljanje nadzire, raste na suhim travnjacima brdsko-planinskih područja.
- Primorska ciklama (Cyclamen repandum) - Proljetnica primorskog područja Hrvatske koja raste u šumama i šikarama.

### Ostale značajne porodice proljetnica u Hrvatskoj
- Porodica Fumariaceae - Šupaljke (Corydalis) cvatu u vlažnim i sjenovitim mjestima u listopadnim šumama.
- Porodica Boraginaceae - Ljekoviti plućnjak (Pulmonaria officinalis) ima specifične dlakave, istočkane listove.
- Porodica Violaceae - Ljubice (Viola) su biljke čije se komercijalno sakupljanje nadzire.
- Porodica Thymelaeaceae - Blagajev likovac (Daphne blagayana) je strogo zaštićena osjetljiva vrsta.

## Ekološka važnost proljetnica
Proljetnice imaju ključnu ulogu u ekosustavu. One su među prvim biljkama koje pružaju hranu oprašivačima poput pčela i leptira nakon zimskog razdoblja. Svojim ranim cvjetanjem omogućavaju oprašivačima pronalazak nektara i peluda u kritičnom trenutku kada su druge biljke još u stanju mirovanja.
Osim toga, korijenje proljetnica pomaže u sprječavanju erozije tla, a nakon cvatnje biljni materijal obogaćuje tlo hranjivim tvarima, doprinoseći njegovoj plodnosti i stabilnosti.

## Utjecaj na mentalno zdravlje
Znanstvena istraživanja pokazala su da proljetnice pozitivno utječu na ljudsko raspoloženje i mentalno zdravlje. Studija provedena na Sveučilištu Rutgers dokazala je da cvijeće djeluje kao prirodni moderator raspoloženja i pridonosi poboljšanju emocionalnog zdravlja.
Boravak u prirodi i promatranje cvjetanja proljetnica može smanjiti stres i poboljšati raspoloženje, što je posebno važno nakon zimskih mjeseci kada su ljudi često podložniji depresiji i anksioznosti.

## Galerija
- Livada u proljeće.
- Šafrani
- Mali zimzelen
- Šumarice